# Ap Lei Chau

Situació d'Ap Lei Chau a Hong Kong

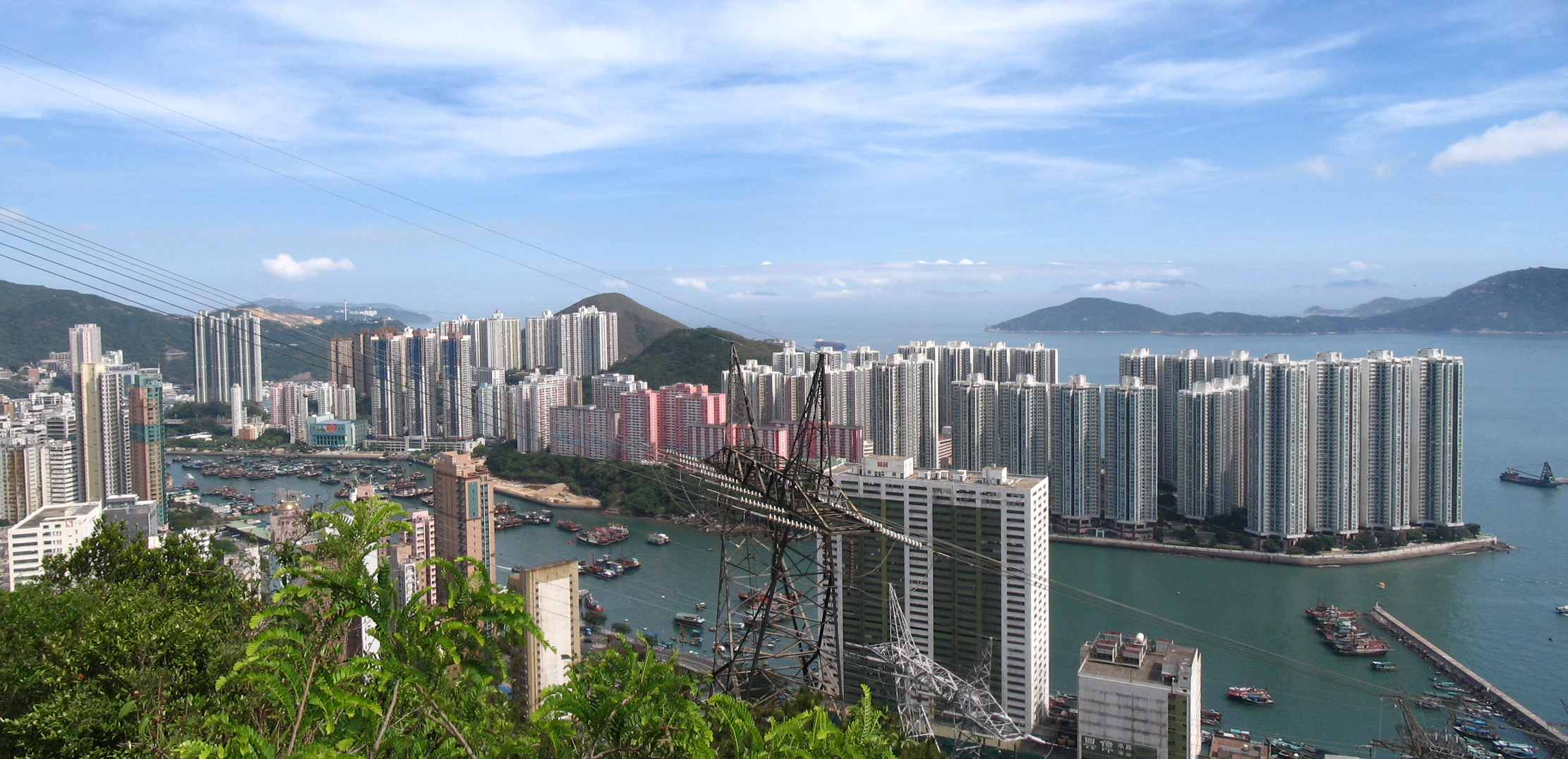
Vista d'Ap Lei Chau des de l'etapa 2 de la Ruta Hong Kong

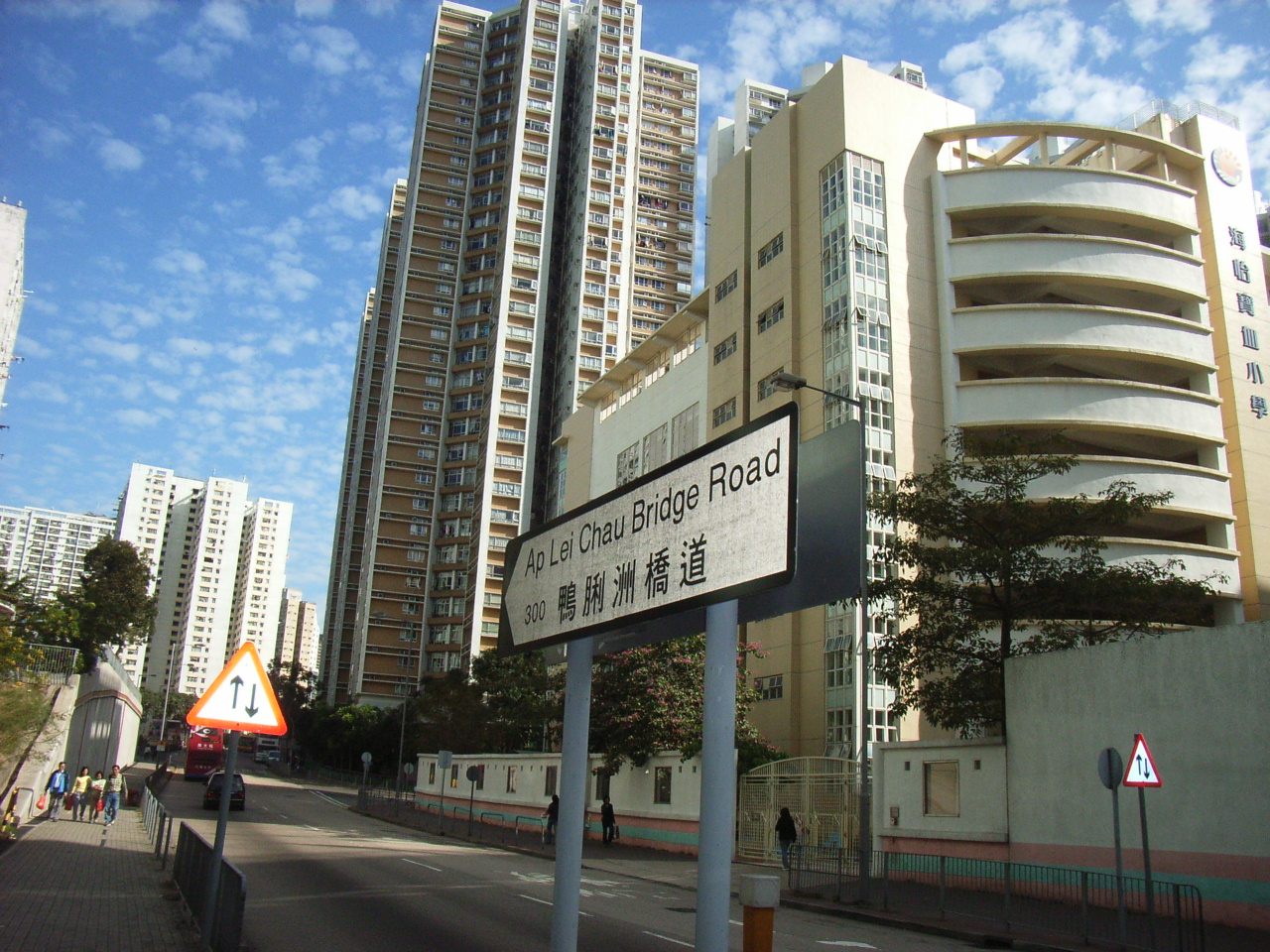
Carrer destacat a Ap Lei Chau

Ap Lei Chau (Xinès tradicional: 鴨脷洲), o Aberdeen Island, és una illa de Hong Kong situada al sud-oest de l'Illa de Hong Kong, a tocar del Port d'Aberdeen i del Canal d'Aberdeen. Ocupa 1,32 km² i administrativament forma part del Districte Sud. Ap Lei Chau és l'illa més densament poblada del món.

## Història
L'illa apareix ja en un mapa datat a la Dinastia Ming, on hi ha inclosa la vila de Heung Kong Tsuen que es tradueix literalment com a Vila de Hong Kong (香港村). Probablement el nom de Hong Kong sorgeix d'aquí.
Ap Lei Chau és un excel·lent refugi quan actuen els tifons, i era una vila de pescadors abans de la Primera Guerra de l'Opi. L'any 1841, a conseqüència del Tractat de Nanjing, va ser cedida als britànics juntament amb l'Illa de Hong Kong. Des d'aleshores va perdre protagonisme.
El 1968, el govern va començar a construir una central elèctrica a l'illa per subministrar electricitat a tota l'illa de Hong Kong. El 1980 es va construir un pont d'unió amb l'illa de Hong Kong que va servir per impulsar un ràpid desenvolupament econòmic. Es van construir habitatges públics per allotjar a persones que van patir l'incendi al refugi d'Aberdeen.
El 1989 la central es va traslladar a l'Illa Lamm i es va enderrocar l'antiga. Aleshores el terreny es va fer servir per edificar-hi la zona residencial, coneguda com a Horitzons del Sud, guanyant terreny al mar.

## Geografia i demografia
El nom d'Ap Lei Chau sorgeix de la forma de l'illa, que sembla una llengua d'ànec. Ap vol dir ànec, Lei vol dir llengua i Chau vol dir illa. El nord de l'illa és la part més densament poblada.
La muntanya més alta de l'illa és el Yuk Kwai Shan (també conegut com a Mount Johnston) 
Té quatre barris residencials principals -Barri de Lei Tung, Carrer principal d'Ap Lei Chau, Barri d'Ap Lei Chau i South Horizons- cadascun dels quals té diversos gratacels. Al sud de l'illa hi ha una zona industrial.
La població d'Ap Lei Chau és de 86.782 habitants, ocupant una àrea d'1,32 km², el que suposa una densitat de població de 66.755 habitants/Km2, essent l'illa més densament poblada del món.
Ap Lei Chau també dona nom a la formació geològica d'Ap Lei Chau, que s'estén per la major part del sud de l'Illa de Hong Kong.

## Llocs d'interès
El Temple Hung Shing, datat l'any 1773, és un dels més antics de la seva tipologia; està situat al carrer principal. Els dracs que hi ha a la part superior eren vistos com una protecció davant "l'amenaça de la mandíbula del tigre".
A l'illa també hi ha la primera vinateria de Hong Kong.